# Districtul Pallisa
Districtul Pallisa este una dintre cele 80 unități administrativ-teritoriale de gradul I ale Ugandei.